# Prirodni kamen
Prirodni kamen je kamen koji se iskopava u prirodi.
Nakon iskopavanja, kamen se lomi ili seče.
Sečeni kamen se koristi u gradnji, i to kao:
1. osnovni materijal
2. dekorativni materijal

U dekorativne svrhe, dekorativni prirodni kamen se najčešće u eksterijeru upotrebljava za dekoraciju dvorišta, popločavanje, za dekoraciju fasada, za ograde, stubove...
U enterijeru može da se koristi za dekorisanje zidova, kamina, te za šankove i stubove.

## Vrste
- Studenički
- Peščar
- Struganik
- Kvarcni
- Bunja